# 二人転
二人転（アーレンジュアン、拼音: èr rén zhuàn）は、中国の古典的な演劇である戯曲形式の一つ。演劇形式で、通常二人の男女が舞台の上でユーモラスな会話と仕草をする。

## 概要

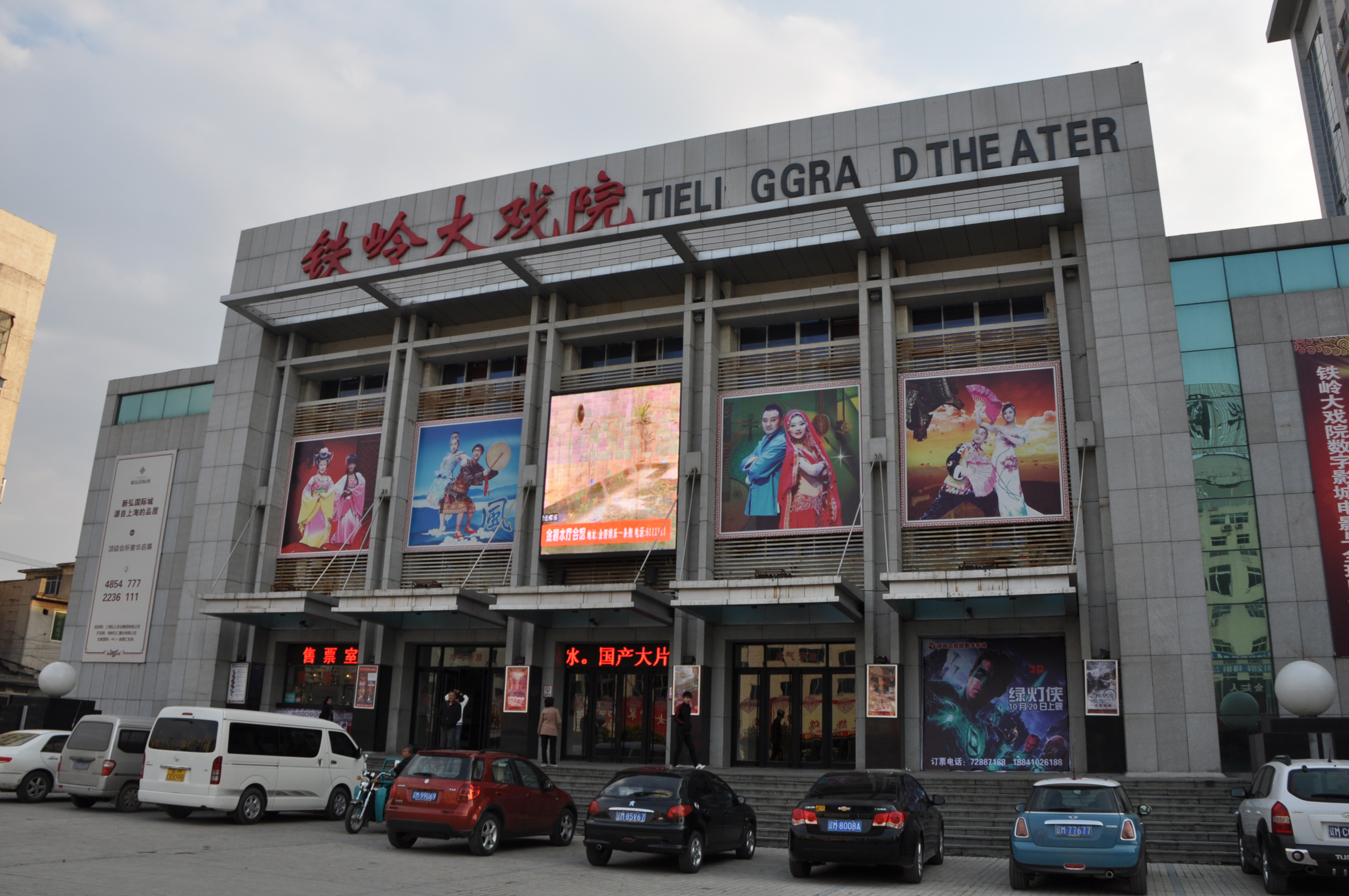
鉄嶺大劇院：遼寧省鉄嶺市出身の趙本山はここで「二人転」役者として出発した。

中国の東北部で300年の歴史があると言われている伝統的芸能で、一対の男女がユーモラスな会話や仕草をするもので、舞台装置などを伴う事が多い。
日本の漫才と比較されることが多いが、漫才により近いものとしては、相声（シャンシェン）というものがある。
二人転が有名になったのは、喜劇役者の趙本山（ヂャオ・ベンシャン）の功績が大きいとされる。毎年春節（中国の旧正月）に行われる春晩で毎年のように彼の小品（シャオピン）といわれるコントが行われ、その模様はCCTVによって中国全土に放映されている。
現在、二人転や小品俳優として有名な小瀋陽や閻学晶などはほとんどが彼の弟子である。

## 参照項目
- コメディー
- 東北官話
- 中国中央電視台春節聯歓晩会
- 趙本山